# 沙泰尔讷夫
沙泰尔讷夫（法語：Châtelneuf，法語發音：[ʃatɛlnœf]）是法国卢瓦尔省的一个市镇，属于蒙布里松区。

## 地理
沙泰尔讷夫（45°38'16"N, 3°58'59"E）面积8.48 平方千米，位于法国奥弗涅-罗讷-阿尔卑斯大区卢瓦尔省，该省份为法国中南部省份，北起顺时针与索恩-卢瓦尔省、罗讷省、伊泽尔省、阿尔代什省、上盧瓦爾省、多姆山省和阿列省接壤。
与沙泰尔讷夫接壤的市镇（或旧市镇、城区）包括：尚迪约、埃塞蒂讷-昂沙泰尔讷夫、普拉隆、罗什、圣博内勒库罗。

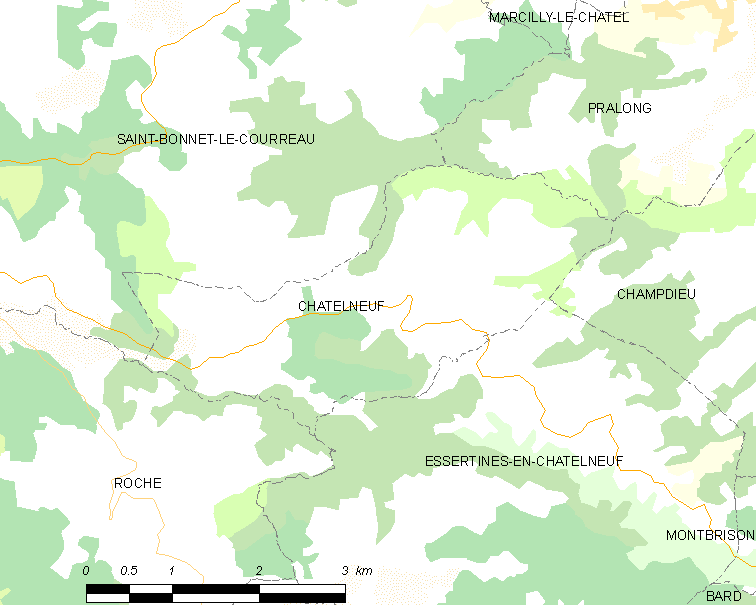
沙泰尔讷夫的OSM定位图

沙泰尔讷夫的时区为UTC+01:00、UTC+02:00（夏令时）。

## 行政
沙泰尔讷夫的邮政编码为42940，INSEE市镇编码为42054。

## 政治
沙泰尔讷夫所属的省级选区为利尼翁河畔博安县。

## 人口

1962-2008年间沙泰尔讷夫人口变化图示

沙泰尔讷夫于2022年1月1日时的人口数量为354人。